# سن جیووانی لا پونتا
سن جیووانی لا پونتا (به ایتالیایی: San Giovanni la Punta) یک کومونه در ایتالیا است که در استان کاتانیا واقع شده‌است.

## خصوصیات
سن جیووانی لا پونتا ۱۰٫۶ کیلومترمربع مساحت و ۲۲٬۱۸۵ نفر جمعیت دارد و ۳۵۰ متر بالاتر از سطح دریا واقع شده‌است.

## خواهرخوانده
شهر Zawiercie خواهرخواندهٔ سن جیووانی لا پونتا هست.